# Гродзинский, Михаил Дмитриевич
Михаил Дмитриевич Гродзинский (11.07.1957 — 21.07.2022) — украинский учёный в области географии и ландшафтной экологии, доктор географических наук, профессор, член-корреспондент Национальной академии наук Украины, академик Академии наук высшей школы Украины, лауреат Государственной премии Украины в области науки и техники.

## Биография
Родился 11 июля 1957 года в Киеве, сын академика АН Украинской ССР биолога Дмитрия Гродзинского.
Окончил географический факультет Киевского государственного университета (1979) и с 1981 г. работал там же, с 1995 г. профессор, заведующий кафедрой физической географии и геоэкологии.
В 1983 г. защитил кандидатскую диссертацию «Геосистемы западной части Равнинного Крыма, их динамика и устойчивость к оросительным мелиорациям», в 1994 г. — докторскую диссертацию «Теория и методы анализа стойкости геосистем к антропогенным нагрузкам».
Автор около 200 научных работ, в том числе 12 монографий, 6 учебников и учебных пособий.
Сочинения:
- Основи ландшафтної екології. — К., 1993.— 224 с. ISBN 5-325-00377-1.
- Стійкість геосистем до антропогенних навантажень. — К.: Лікей, 1995. — 228 с.
- Шеляг-Сосонко Ю. Р., Гродзинский М. Д.,РоманенкоВ.Д. Концепция, методы и критерии создания экосети Украины. — К.: Укрфитосоциоцентр, 2004. — 143 c.
- Пізнання ландшафту: місце і простір: Монографія. У 2-х т. — К.: ВПЦ «Київський університет», 2005.
- Ніші ландшафтів України у просторі кліматичних факторів / М. Д. Гродзинський, Д. В. Свідзінська. Київ: Обрії, 2008. 259 с.
- Ландшафтна екологія: Підручник. — К.: Знання, 2014. — 550 с.
- Гродзинський М. Д., Савицька О. В. Ландшафтознавство. К.: Видавничо-поліграфічний центр Київський університет, 2008. — 319 с. — ISBN 978-966-439-080-1.

Доктор географических наук, профессор, член-корреспондент Национальной академии наук Украины, академик Академии наук высшей школы Украины, лауреат Государственной премии Украины в области науки и техники (2015), отличник образования Украины.
Скоропостижно скончался через 10 дней после 65-го дня рождения, 21 июля 2022 года. Похоронен на Байковом кладбище вместе с отцом (участок № 33).